# Luwungbata
Luwungbata is een bestuurslaag in het regentschap Brebes van de provincie Midden-Java, Indonesië. Luwungbata telt 7182 inwoners (volkstelling 2010).